# Rome (Nueva York)
Rome fundada en 1870, es una ciudad ubicada en el condado de Oneida en el estado estadounidense de Nueva York. En el año 2000 tenía una población de 34,950 habitantes y una densidad poblacional de 180.1 personas por km².

## Geografía
Rome se encuentra ubicada en las coordenadas 43°13′10″N 75°27′48″O / 43.21944, -75.46333. Según la Oficina del Censo, la ciudad tiene un área total de 196 km² (75,7 mi²), de la cual 194,1 km² (74,9 mi²) es tierra y 1,9 km² (0,7 mi²) (0.99%) es agua.

## Demografía
Según la Oficina del Censo en 2000 los ingresos medios por hogar en la localidad eran de $33,643, y los ingresos medios por familia eran $42,928. Los hombres tenían unos ingresos medios de $31,635 frente a los $23,899 para las mujeres. La renta per cápita para la localidad era de $18,604. Alrededor del 15.0% de la población estaban por debajo del umbral de pobreza.